# Halefinne (fly)
 For alternative betydninger, se Finne.
Halefinnen på et fly anvendes til at stabilisere flyet sideværts, til at dæmpe svingninger om højaksen og som fæstepunkt for sideroret. Halefinnens store lodrette flade er oftest malet for at angive flyets ejerskab. Da halefinnen er det øverste punkt på flyet, er der anbragt diverse antenner på toppen. Tremotorede jetfly har enten den midterste motor (fx DC-10) eller blot luftindtaget indbygget i halefinnen (fx Boeing 727).

## Haletyper
De fleste fly fremstilles med en enkelt halefinne, der rejser sig op fra flyets skrog. Der fremstilles dog en række andre typer af halefinner.

### T-halefinne og V-halefinne
En T-hale har haleplanet og højderoret placeret på toppen af halefinnen. T-haler er typisk konstrueret til fly med motorer nær flyets hale, således at det undgås, at højderoret kommer for tæt på motorernes udstødning. Konstruktionen er anvendt ved bl.a. Bombardier CRJ200, Fokker 70, Boeing 727, Vickers VC10 og Douglas DC-9 (og senere MD-80 udgaver).
I militærfly er konstruktionen anvendt for jagerflyet F-104 Starfighter.
T-halefinnen giver bedre opdrift, da højderoret ikke på samme måde påvirkes af turbulensen fra flyet og vingerne, hvorfor T-halefinnen er en hyppigt anvendt design for svævefly.
En lang række fly med motoren i flyets skrog er designet med en variant af T-halefinnen, hvor højderoret ikke er placeret på toppen af halefinnen, men dog er monteret på halefinnen, typisk i form af et "kors". Sådan konstruktion er anvendt på eksempelvis B-1 Lancer, Gloster Meteor og passagerflyet Caravelle.
En V-hale har kombineret halefinnen og haleplanet i V-form. Ligeledes er side- og højderor kombineret til ruddervators, fx Fouga Magister.

### To eller flere halefinner
En del fly er konstrueret med to eller flere halefinner. Fra 2. verdenskrig blev eksempelvis bombeflyene Avro Lancaster og B-24 Liberator fremstillet med to halefinner placeret yderst på haleplanet. Ulempen ved konstruktionen er den forøgede vægt, der er placeret på det følsomme haleparti langt fra ligevægtspunktet.
Under anden verdenskrig blev endvidere eksperimenteret med fly med dobbeltskog, eksempelvis P-38 Lightning, der på hvert af de to skrog havde en halefinne.
Flere nyere jagerfly og multirollefly er siden 1970'erne fremstillet med to halefinner, eksempelvis F-14 Tomcat, Sukhoj Su-27 og F-22 Raptor.
En særlig konstruktionen med to halefinner anvendes tillige i det lille passagerfly Beechcraft Starship, hvor halefinnerne er placeret på vingespidserne. Flyet har ikke traditionelle højderor, men er i stedet konstrueret med canardvinger.

### Flyvende vinger
"Flyvende vinger" som B-2 Spirit er konstrueret til at flyve uden halefinner, da disse frembringer et kraftigt radarekko. Computere om bord vil med luftbremser og vandrette rorflader stabilisere flyet og lade piloterne styre flyet, som om flyet havde en halefinne med et sideror.